# 3 Commando Brigade
La 3 Commando Brigade est une formation commando des forces armées britanniques et la principale formation de campagne des Royal Marines. Son personnel est principalement composé de Royal Marines, soutenus par des unités du Royal Engineers, de la Royal Artillery et de la Fleet Air Arm, ainsi que d'autres marins, soldats et aviateurs qualifiés Commando.

## Historique
La brigade a été formée en 1942, pendant la Seconde Guerre mondiale, avec un mélange d'unités de commandos britanniques de la British Army et de la Royal Navy et a servi dans la Campagne de Birmanie. Après la Seconde Guerre mondiale, les commandos de l'armée ont été dissouts et la brigade est devenue une formation de la Royal Navy.

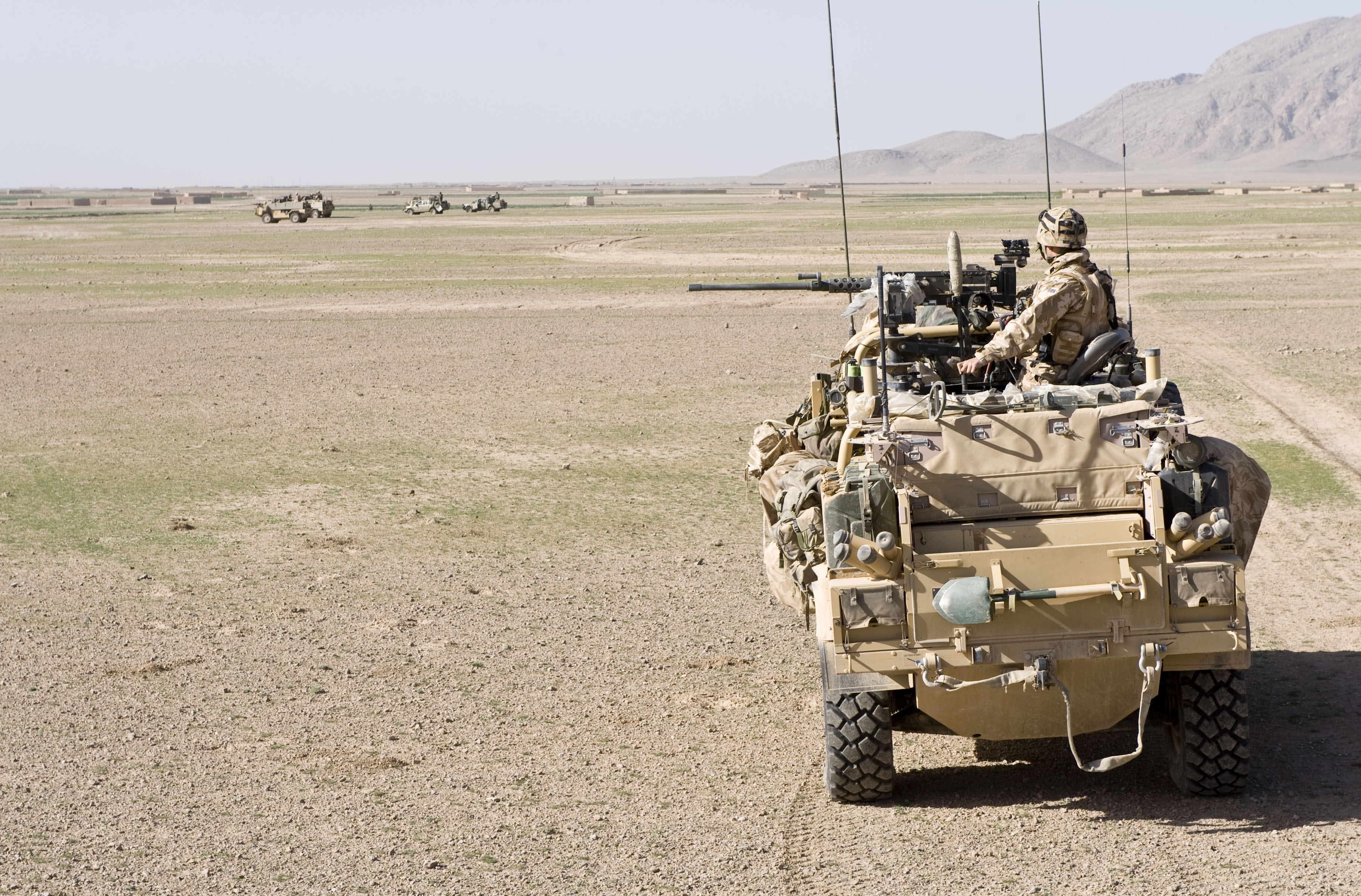
Un véhicule blindé Jackal de la 3 Brigade Commando du Royal Marines, en patrouille pendant l'opération Fibonacci en Afghanistan

Récemment, la brigade est redevenue une formation mixte de l'armée et de la marine avec l'ajout d'un bataillon d'infanterie de l'armée, d'un régiment d'artillerie et d'un régiment du génie aux côtés de trois bataillons de la Royal Marines et de services de soutien. Depuis la fin de la Seconde Guerre mondiale, il a servi dans la crise du canal de Suez, la guerre des Malouines, la guerre du Golfe et la guerre en Afghanistan.
Récemment, la brigade a été impliquée dans deux campagnes majeures, dont l'Opération Veritas en Afghanistan, en 2001 et 2002, et l'Opération Telic lors de l'invasion de l'Irak en 2003. En 2006, la brigade est retournée en Afghanistan dans le cadre de l'Opération Herrick, remplaçant la 16e brigade d'assaut par air, où des combats intenses ont eu lieu.

## Organisation
La brigade comprend du personnel des Royal Marines, de la Royal Navy, de l'Armée et de la Royal Air Force. Les unités subordonnées sont :
| Unités du Royal Marines                                                             | Unités de la British Army                                           |
| ----------------------------------------------------------------------------------- | ------------------------------------------------------------------- |
| 30 Commando Information Exploitation Group (en), Stonehouse Barracks                | 24 Commando Royal Engineers (en), RM Chivenor                       |
| 40 Commando (en), Norton Manor Camp-Taunton                                         | 29th Commando Regiment Royal Artillery (en), Royal Citadel-Plymouth |
| 42 Commando (en), Bickleigh Barracks-Devon                                          | 383 Commando Petroleum Troop RLC (en), Plymouth                     |
| 43 Commando Fleet Protection Group Royal Marines (en), HMNB Clyde                   |                                                                     |
| 45 Commando (en), Royal Marines Condor-Arbroath                                     |                                                                     |
| 47 Commando (Raiding Group) Royal Marines (en)], Royal Marines Tamar-Plymouth       |                                                                     |
| Commando Logistic Regiment (en), RM Chivenor                                        |                                                                     |
| 539 Raiding Squadron RM (en) et Royal Marines Armoured Support Group (en), Plymouth |                                                                     |

### Liens connexes
- Royal Marines
- Commando Helicopter Force